# Marie-François Goron
Pour les articles homonymes, voir Goron.
Marie-François Goron, né le 2 mars 1847 à Rennes (Ille-et-Vilaine) et mort le 4 février 1933 à Sannois (Val-d'Oise), est un responsable policier et auteur à succès français. Sous sa direction, un certain nombre d'évolutions de la police française prennent place. 
Après avoir suivi une carrière militaire entre 1865 et 1875, il s'engage dans la police, où il vit une ascension rapide avant de devenir chef de la Sûreté en 1887. Goron reste à ce poste sept ans, jusqu'en 1894. 
Alors qu'il est en charge de la Sûreté et devient le premier locataire du 36, quai des Orfèvres, il suit et est un acteur important dans une série d'affaires judiciaires ou politiques, étant par exemple en charge de l'arrestation de Clément Duval et Vittorio Pini, pères fondateurs de l'illégalisme. Il résout aussi l'affaire de la malle sanglante de Millery, son affaire la plus connue, où sa persévérance dans l'enquête permet la résolution de celle-ci. Quelques années plus tard, il est l'un des principaux acteurs et témoins de l'affaire de Clichy puis l'Ère des attentats (1892-1894), où il est en charge d'essayer d'interrompre les attentats anarchistes. Il arrête notamment Jean-Pierre François. 
Après des affaires de corruption, il est rétrogradé puis quitte son emploi et ouvre un cabinet privé en 1895, avant de se reconvertir dans une carrière d'écrivain à succès ; publiant de nombreux ouvrages. Ses Mémoires, publiés en quatre volumes en 1897, forment une source importante, même si partiale, sur la période.
Goron meurt le 4 février 1933 à Sannois.

## Biographie

### Jeunesse et éducation
Marie-François Goron naît à Rennes, le 2 mars 1847. Goron est un mauvais élève, et suit des études jusqu'en seconde. 

### Carrière militaire
Il s'engage ensuite dans l'armée en 1865 à ses dix-huit ans et participe aux campagnes coloniales de Martinique et d'Algérie, ainsi qu'à la guerre de 1870. Il est successivement caporal au 99ème régiment d'infanterie, puis sous-officier dans plusieurs régiments dont le 1er régiment de tirailleurs sénégalais. En 1875, il est lieutenant, et devient ensuite capitaine de réserve. 

### Tentatives commerciales
Durant plusieurs années, il est employé de commerce à Rennes. Il part, avec sa femme et ses deux enfants, en Argentine, notamment à la colonie Formosa dans le Gran Chaco, mais après deux années très difficiles, décide de rentrer en France.

### Police
En 1881, il entre à la Préfecture de police de Paris sur recommandation de députés rennais au préfet Andrieux. Il  devient, en 1882, secrétaire du commissariat du quartier Saint-Vincent-de-Paul à Paris. Sa carrière est ensuite rapide : il est nommé commissaire à Pantin le 1er novembre 1885.

#### Sûreté
Il devient sous-chef de son prédécesseur, Ernest Taylor, à la Sûreté en septembre 1886, puis son dirigeant. Dès qu'il s'installe, il supervise le déménagement de la Sûreté au 36, quai des Orfèvres, et en est son premier locataire.
Alors qu'il est à ce poste depuis quelques mois, Goron doit faire face à l'affaire Duval ; impliquant Clément Duval, fondateur de l'illégalisme. Alors qu'il se rend chez lui pour l'arrêter, celui-ci s'enfuit, est rattrapé par le brigadier Rossignol, qu'il blesse grièvement, puis mis en état d'arrestation. Le policier le rencontre et les deux échangent ; il assiste aussi à son procès,.  Avec ce procès, Goron découvre l'anarchisme - comme une bonne partie de la population française. Plus tard, dans ses Mémoires, il soutient que Duval serait le principal inspirateur de l'Ère des attentats (1892-1894) et la première application réelle de la propagande par le fait, jusqu'ici, selon lui, restée à l'état de théories ou d'attentats sans importance, comme l'attentat de la statue de Thiers,. 
En 1888, il s'implique dans l'arrestation de Vittorio Pini, un autre fondateur de l'illégalisme comme Duval - et de certains de ses proches, comme Placide Schouppe ou Élise Pelgrom. La même année, Goron résout l'affaire de la malle sanglante de Millery après s'être impliqué largement dans l'enquête et s'être refusé à l'abandonner. Il s'agit de son enquête la plus célèbre, où, après de multiples difficultés, la Sûreté parvient à trouver le coupable et le mobile du crime en question. Il obtient la Légion d'Honneur en novembre 1889.

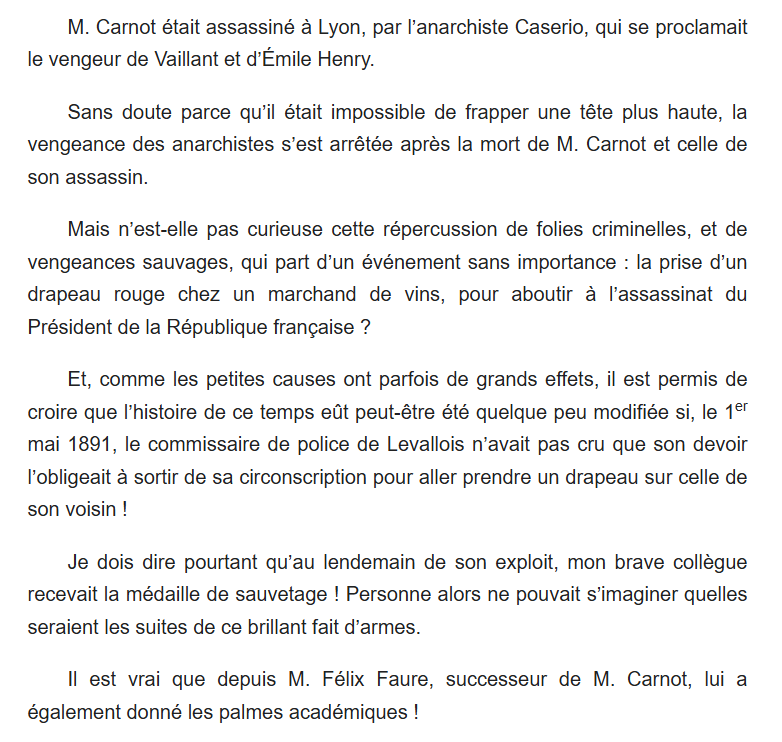
Partie des critiques de Goron envers son collègue, le commissaire de Levallois-Perret, responsable de l'affaire de Clichy

En 1891, il est un acteur notable de l'affaire de Clichy, une affaire de violences policières où un commissaire de police décide d'intervenir sur la circonscription de son voisin pour se saisir d'un drapeau rouge enroulé que les anarchistes emmènent avec eux dans un bar. Les anarchistes sont battus très violemment et laissés sans soins. Goron est appelé sur le lieu, s'y rend et voit la situation des anarchistes blessés ; il ramène avec lui les trois victimes, Henri Decamps, Charles Dardare et Louis Léveillé - et, Decamps, pensant qu'il est le préfet de police de Paris et qu'il s'est rendu compte des violences, le cite comme témoin à décharge.
Selon son propre témoignage, il intervient alors au procès des accusés pour signifier qu'il ne sait pas si les policiers ont battu les anarchistes sur place ou au commissariat ; mais qu'il confirme que plusieurs heures après les événements, quand il arrive sur place, les anarchistes sont laissés pour morts. Dans le récit qu'il fait de ces événements, Goron est très critique du rôle du commissaire de police de Levallois-Perret, responsable de l'affaire en choisissant de se rendre sur la circonscription de son voisin de Clichy pour y commettre un acte illégal. Selon lui, sans s'en rendre compte, ce commissaire est responsable de l'Ère des attentats et de l'assassinat de Sadi Carnot.
Pendant cette période, Goron est mis à contribution, comme le reste de la police française, pour essayer d'interrompre les attentats anarchistes. Il se rend fréquemment sur les lieux des attentats ; bien que cela ne figure pas dans ses attributions, son service étant théoriquement chargé de la criminalité non-politique. Il arrête les membres du groupe des Pieds-plats impliqués dans l'attentat du Véry, comme Jean-Pierre François ou Fernand Bricout. 
En revenant sur ces événements, quelques années plus tard, Goron soutient que la répression et les lois d'exception seraient de mauvais moyens pour lutter contre les anarchistes. Il soutient l'abolition de la peine de mort en faisant attention à ne pas créer de nouveaux martyrs. Il mentionne aussi ses propres expériences de perquisitions et que « toutes les chasses aux anarchistes auxquelles j’ai assisté ont eu le plus pitoyable résultat ».

### Retraite et écriture
Goron est rétrogradé comme simple commissaire en 1894, probablement pour des affaires de corruption, où il se serait servi des fonds de son service pour payer ses propres frais.
Admis à faire valoir ses droits à la retraite en 1895, il ouvre un cabinet de police privée à son nom, exemple célèbre de reconversion de policiers dans le privé,. Il se lance aussi dans la rédaction de ses souvenirs, avec un certain succès, puis dans l'écriture de romans policiers. Engagé volontaire au début de la guerre en 1914, il sert au Deuxième Bureau.

## Postérité
Goron consacre l'expression le « Christ de l'anarchie » pour désigner Ravachol. Sa période à la tête de la Sûreté fait de lui l'un des acteurs des dynamiques menant la police criminelle à évoluer en police judiciaire.

## Œuvre
Goron s'est fait des relations dans la presse. Il a conservé des amitiés également dans le milieu policier et a gardé des dossiers sur des affaires retentissantes. Sa production de littérature policière est abondante et a connu un grand succès. Bibliographie non exhaustive :
- Les Mémoires de Goron, ancien chef de la Sûreté, Paris, Flammarion, 1897, 4 tomes, lire en ligne sur Gallica.
- Nuits rouges, Paris, Flammarion, 2 tomes.
- Les Mémoires de Poum, chien de police, Paris, Flammarion, 1913, lire en ligne sur Gallica.
- Les Mystères de la Tour pointue
- Le Crime de la rue de Javel, Librairie Nilsson, 1901.
- Coco Léotard et monte-en-l'air
- L'Amour à Paris. Nouveaux mémoires, Paris, Flammarion, 1899, 4 tomes :
  - L'Amour criminel, lire en ligne sur Gallica réédition : Marie-François Goron (préf. Jean-Marc Berlière), L'amour criminel : mémoires du chef de la Sûreté de Paris à la Belle Époque, Bruxelles, Éditions André Versaille, coll. « Redécouvertes », 2010, 254 p. (ISBN 978-2-87495-058-2, présentation en ligne) ;
  - Les Industries de l'amour, lire en ligne sur Gallica ;
  - Les Parias de l'amour, lire en ligne sur Gallica ;
  - Le Marché aux femmes, lire en ligne sur Gallica.
- Un beau crime.

### En collaboration avecÉmile Gautier
- Fleur de bagne, Paris, Flammarion, 1902, 3 tomes :
  - De Cayenne à la Place Vendôme, lire en ligne sur Gallica. – Rééd. Rivière Blanche, coll. « Baskerville, n° 5 »  (ISBN 978-1-61227-051-7).
  - Pirates cosmopolites, lire en ligne sur Gallica. – Rééd. Rivière Blanche, coll. « Baskerville, n° 6 »,  (ISBN 978-1-61227-082-1).
  - Détectives et Bandits scientifiques, lire en ligne sur Gallica. – Rééd. Rivière Blanche, coll. « Baskerville, n° 7 »,  (ISBN 978-1-61227-086-9).

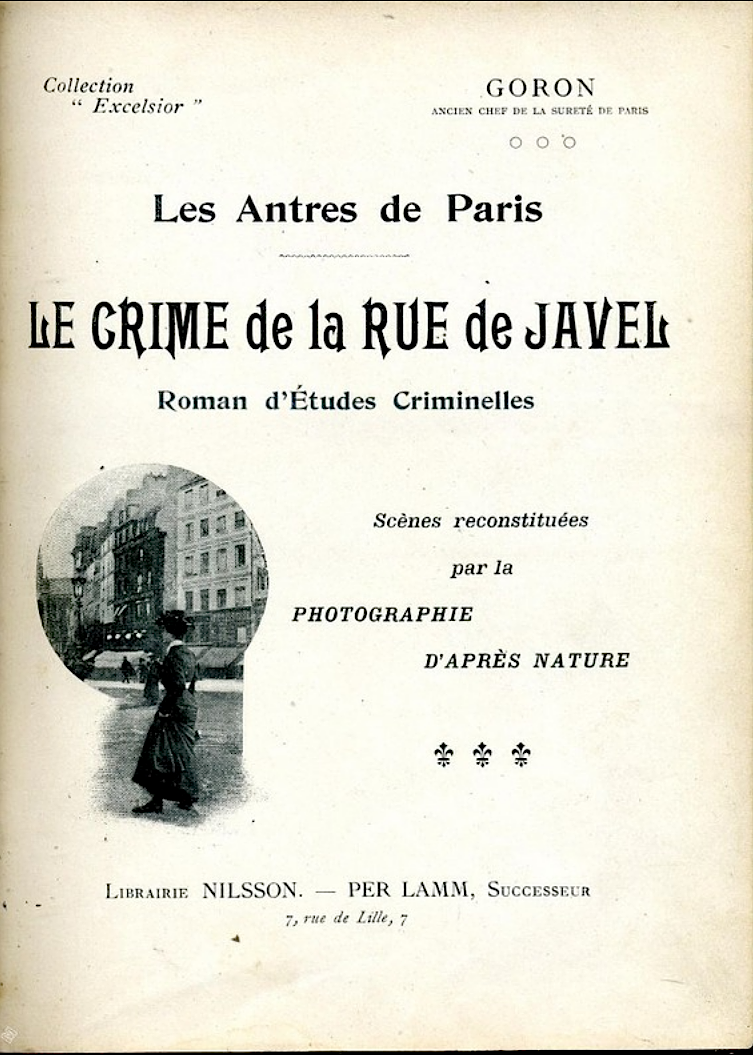
Couverture de Le Crime de la rue de Javel (1901) avec des scènes de reconstitutions photographiques.
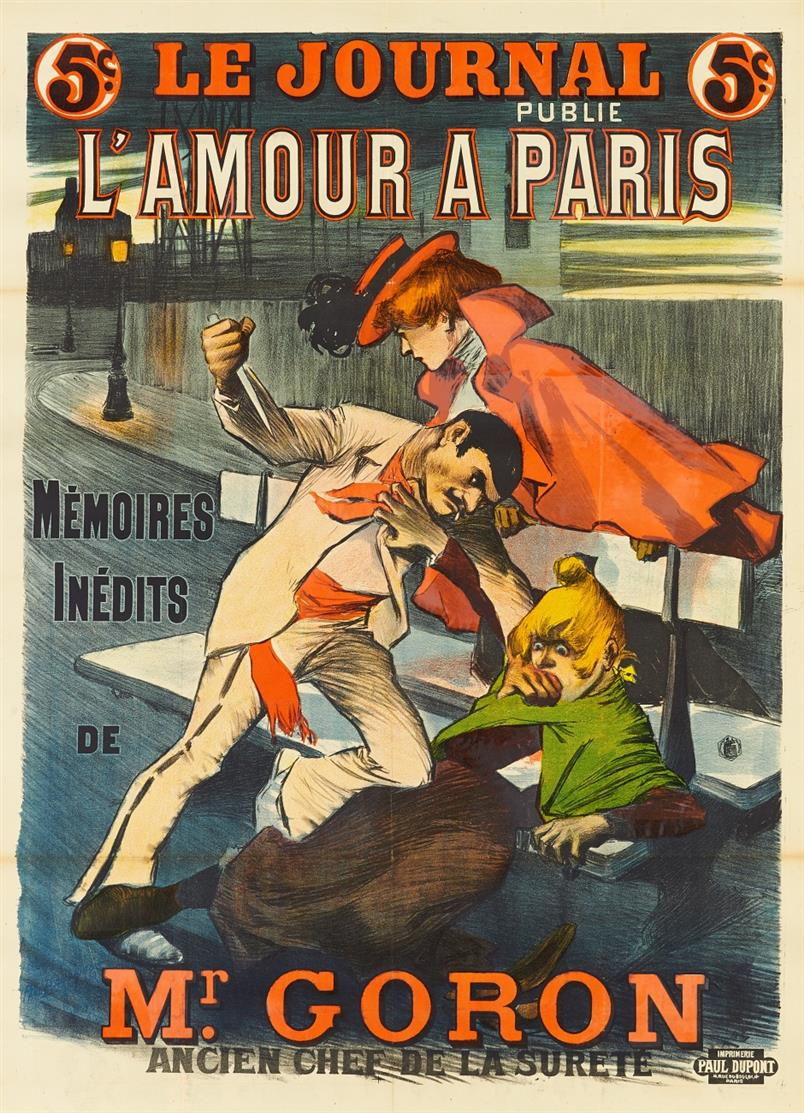
« Le Journal publie L'amour à Paris. Mémoires inédits de Mr Goron, ancien chef de la Sûreté ». Affiche publicitaire illustrée par Paul Balluriau.
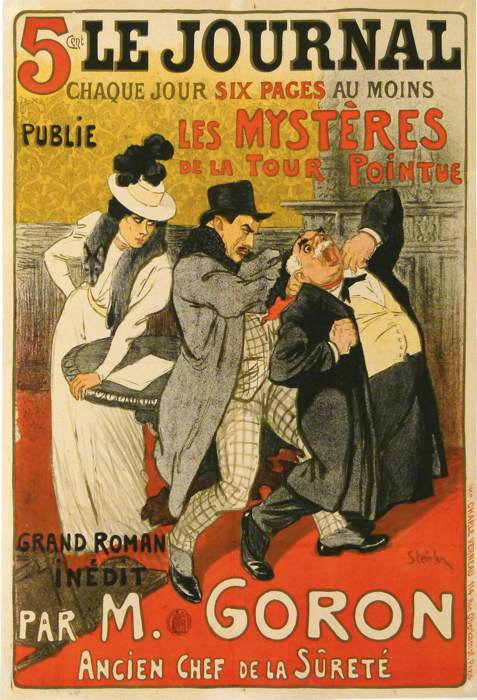
« Le Journal publie Les Mystères de la tour pointue, grand roman inédit par M. Goron, ancien chef de la Sûreté ». Affiche publicitaire illustrée par Théophile Alexandre Steinlen.